# Gustave de Smet

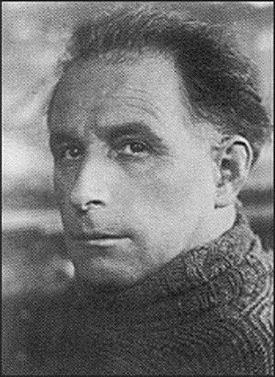
Gustave de Smet

Gustave de Smet (* 21. Januar 1877 in Gent; † 8. Oktober 1943 in Deurle, Ostflandern) war ein belgischer Maler des Impressionismus und Expressionismus.
Bis 1898 studierte de Smet an der Akademie von Gent. Sein Frühwerk war vom Impressionismus geprägt. Ab 1908 arbeitete er in Sint-Martens-Latem. Bei Ausbruch des Ersten Weltkrieges flüchtete er 1914 in die Niederlande. Dort kam er mit Expressionisten in Kontakt, was seinen Malstil grundlegend änderte. Die Werke dieser Zeit waren düster, aber auch von Unruhe und Dynamik geprägt. 1922 kehrte er nach Belgien zurück, wo er zunächst in Afsnee, dann in Deurle lebte. Sein Wohnhaus dort ist heute ein Museum. Die Bilder dieser Zeit, die meist Menschen als Motive haben, legen die depressive Stimmung ab, bleiben aber ernst. Zunehmend tauchten auch Landschaften und städtische Szenen auf, der Bildaufbau nahm sanftere Formen an. In seiner letzten Schaffensphase entstanden fast schon realistische Gemälde.

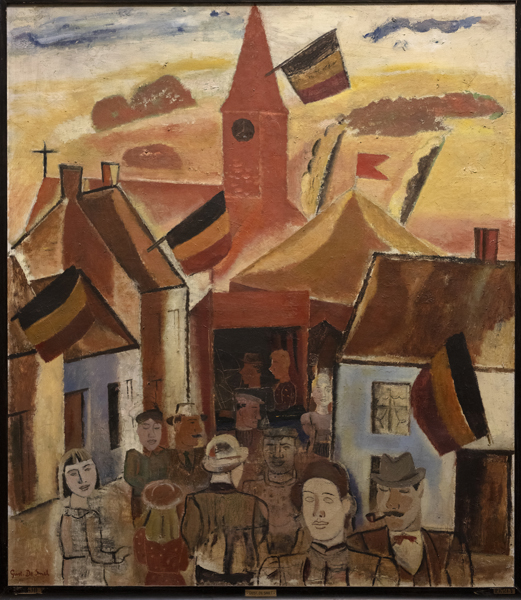
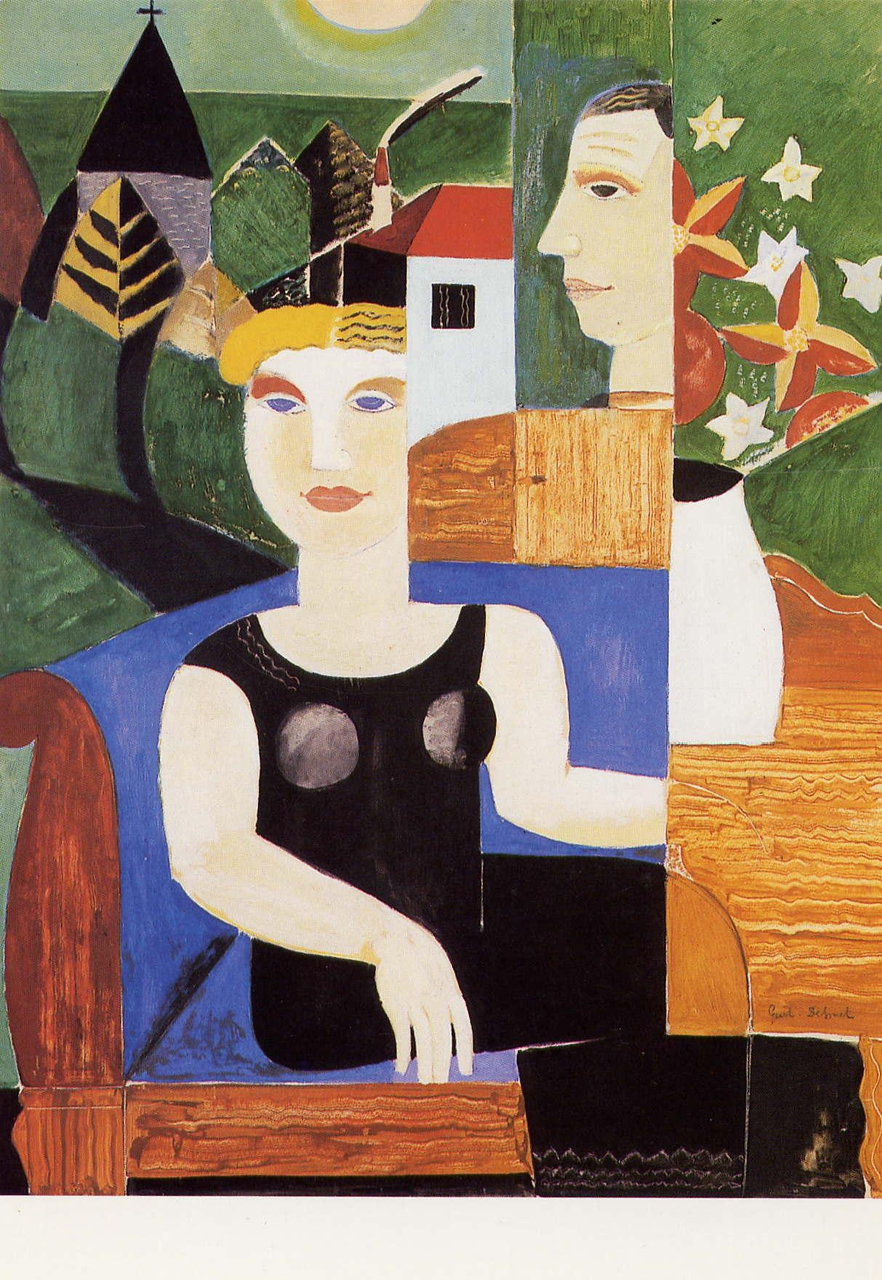
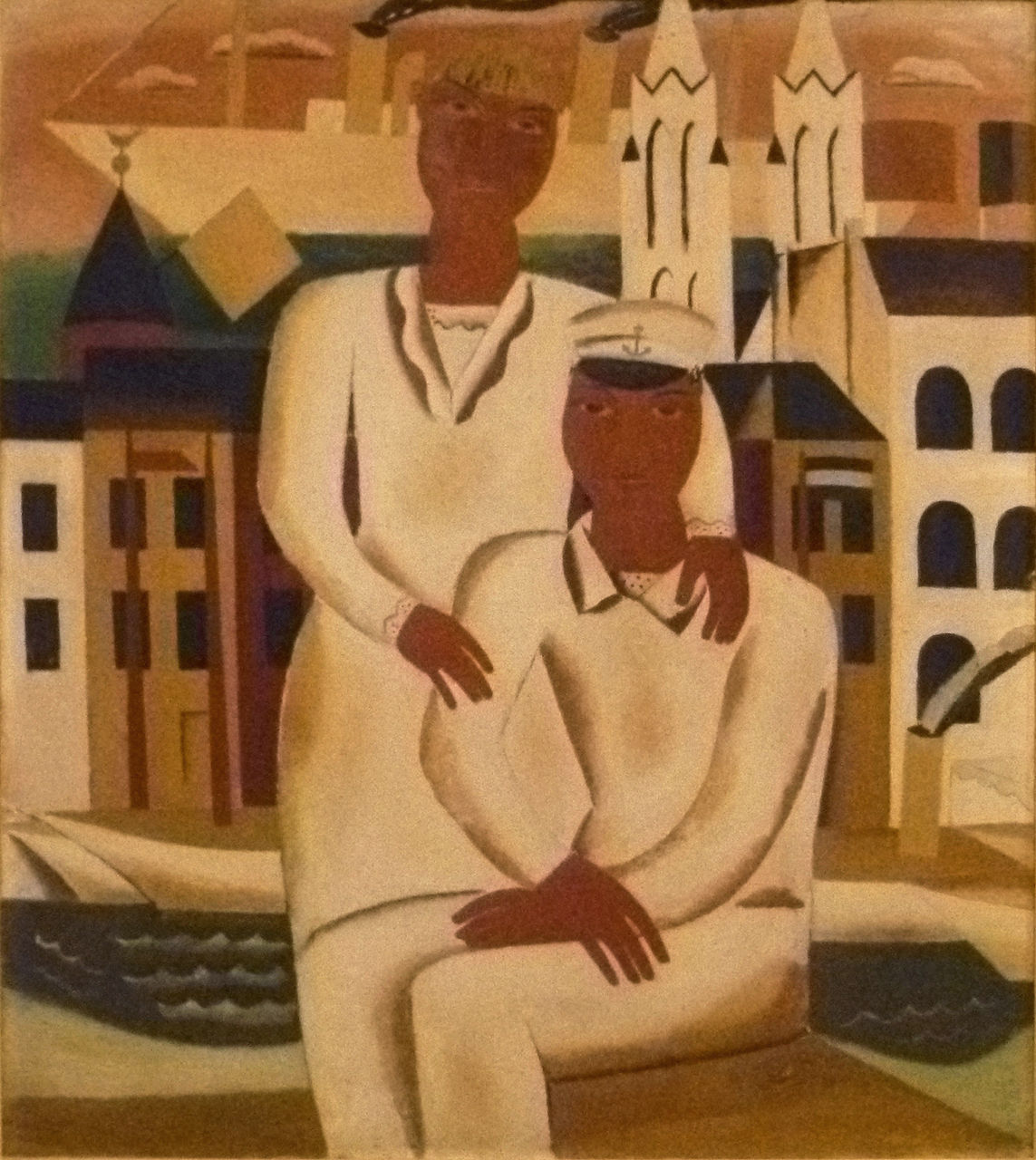